# Elysius carbonarius
Elysius carbonarius är en fjärilsart som beskrevs av Paul Dognin 1889. Elysius carbonarius ingår i släktet Elysius och familjen björnspinnare. Inga underarter finns listade i Catalogue of Life.